# Conogethes tenuialalis
Conogethes tenuialalis is een vlinder uit de familie van de grasmotten (Crambidae), uit de onderfamilie van de Spilomelinae. De wetenschappelijke naam van deze soort is voor het eerst voorgesteld door Sunadda Chaovalit en Yutaka Yoshiyasu in een publicatie uit 2019.
De soort komt voor in Thailand.